# 156 a. C.
El año 156 a.C. fue un año del calendario romano prejuliano. En el Imperio romano, fue conocido como el Año del Consulado de Lupus y Figulus; también, aunque con menos frecuencia, como el año 598 Ab Urbe condita.

## Acontecimientos
- República romana: Comienza la primera guerra dálmata.

## Nacimientos
- Wu de Han, sexto emperador de la dinastía Han.

- Datos: Q44172